# Lost (Linkin Park)
Lost è un singolo del gruppo musicale statunitense Linkin Park, pubblicato il 10 febbraio 2023 come primo estratto dalla riedizione del secondo album in studio Meteora.

## Descrizione
(Mike Shinoda)
Il brano rappresenta uno degli inediti composti dal gruppo nel 2002 durante le sessioni di registrazione di Meteora avvenute presso gli NRG Recording Studios di North Hollywood, venendo tuttavia scartato dal disco stesso. Secondo quanto spiegato da Shinoda, all'epoca della scelta dei brani atti a comporre la lista tracce definitiva Lost era in lizza con Numb, in quanto condividevano «lo stesso tipo di emozione ed energia», e la scelta finale era ricaduta sul secondo dei due in quanto ritenuto migliore.
Contrariamente a gran parte dei brani contenuti in Meteora, Lost, pur essendo una traccia tipicamente nu metal, presenta un cantato prevalentemente melodico da parte di Chester Bennington (con Shinoda che esegue i controcanti nel pre-ritornello) e una sezione musicale dominata da una linea di sintetizzatore che sfocia verso una sezione maggiormente rock.

## Promozione
Il 6 febbraio 2023 il gruppo ha annunciato l'uscita del singolo attraverso i loro social network, fissando la data di uscita al 10 dello stesso mese; nello stesso giorno è stata diffusa anche un'anteprima di circa trenta secondi attraverso la loro pagina SoundCloud. Successivamente, il 21 aprile è stato reso disponibile digitalmente un remix del brano realizzato da Patrick Lawrence Zappia.

## Accoglienza
Secondo Paolo Ragusa di Consequence Lost rappresenta «un chiaro esempio di dove fossero i loro impulsi di scrittura dopo il successo di Hybrid Theory – piuttosto che raddoppiare gli orizzonti duri della loro miscela nu metal, hanno cercato un suono ancora più universale [...] Lost brulica ancora della stessa agitazione che hanno reso così urgenti Crawling e Breaking the Habit ed è un entusiasmante promemoria del motivo per cui questa band ha affascinato così tanti ascoltatori angosciati 20 anni fa». Paul "Browny" Brown della rivista online australiana Wall of Sound ha invece evidenziato come il singolo risulti molto melodico, accostandolo a livello stilisco a brani come Easier to Run o From the Inside, in quanto non è «così sintetizzato/programmato come singoli di successo come Somewhere I Belong o Numb, né è pieno di azione come Faint».

## Video musicale
Il video, reso disponibile in concomitanza con il lancio del singolo attraverso il canale YouTube del gruppo, è stato diretto da Maciej Kuciara e Emily "Pplpleasr" Yang con produzione Shibuya ed è un'animazione realizzata mediante il software di intelligenza artificiale Kaiber che mostra scene di Mirai, protagonista della webserie anime NFT White Rabbit (creata dal duo), con altre in cui vengono mostrate animazioni di vari video e concerti dei Linkin Park.
Il 22 febbraio dello stesso anno i Linkin Park hanno reso disponibile una seconda versione del video, denominata Alternate Reality Version, esclusivamente su Facebook.
Il video ha ricevuto una candidatura agli MTV Video Music Awards 2023 come miglior video rock.

## Tracce
Testi e musiche dei Linkin Park.
Download digitale
1. Lost – 3:19

Download digitale – remix
1. Lost (PLZ Tethered Version) – 3:22
2. Lost – 3:19

## Formazione
Hanno partecipato alle registrazioni, secondo le note di copertina di Meteora20:
Gruppo
- Chester Bennington – voce
- Rob Bourdon – batteria, cori
- Brad Delson – chitarra, cori
- Phoenix – basso, cori
- Joseph Hahn – giradischi, campionatore, cori
- Mike Shinoda – rapping, voce, campionatore

Produzione
- Don Gilmore – produzione
- Linkin Park – produzione
- John Ewing Jr. – ingegneria del suono
- Fox Phelps – assistenza tecnica
- Manny Marroquin – missaggio
- Brian "Big Bass" Gardner – mastering, montaggio digitale

## Successo commerciale
Negli Stati Uniti d'America Lost ha fatto il suo debutto alla 38ª posizione della Billboard Hot 100, segnando il più alto ingresso del gruppo nella classifica a distanza di oltre dieci anni, quando Burn It Down si classificò 30º. Il singolo ha inoltre esordito in cima alla Rock & Alternative Airplay, sempre stilata da Billboard, grazie a 10,1 milioni di riproduzioni in streaming: si tratta del quarto brano in assoluto nella storia della classifica ad aver conquistato la vetta della classifica nonché il primo a riuscirci dai tempi di Oh Love dei Green Day, uscito nel 2012.
In Europa il singolo ha ottenuto un discreto successo nei paesi in cui è riuscito a classificarsi, con l'eccezione di Austria (nona posizione), Germania (quinto posto) e Regno Unito, nazione in cui ha fatto il suo ingresso nella top 20 della Official Singles Chart, registrando il più alto ingresso in classifica dei Linkin Park a distanza di 14 anni; in quest'ultimo paese Lost è inoltre risultato essere il singolo rock più venduto della settimana.

## Classifiche

### Classifiche settimanali
| Classifica (2023)                | Posizione massima |
| -------------------------------- | ----------------- |
| Australia                        | 49                |
| Austria                          | 9                 |
| Canada                           | 28                |
| Canada (rock)                    | 1                 |
| Francia                          | 132               |
| Germania                         | 5                 |
| Grecia                           | 21                |
| Irlanda                          | 51                |
| Lettonia                         | 5                 |
| Lituania                         | 33                |
| Lussemburgo                      | 15                |
| Paesi Bassi                      | 98                |
| Portogallo                       | 59                |
| Regno Unito                      | 18                |
| Regno Unito (rock & metal)       | 1                 |
| Repubblica Ceca                  | 17                |
| Russia                           | 91                |
| Slovacchia                       | 43                |
| Stati Uniti                      | 38                |
| Stati Uniti (alternative)        | 1                 |
| Stati Uniti (mainstream rock)    | 1                 |
| Stati Uniti (rock & alternative) | 4                 |
| Svizzera                         | 16                |
| Ungheria (download)              | 4                 |

### Classifiche di fine anno
| Classifica (2023)                | Posizione |
| -------------------------------- | --------- |
| Stati Uniti (alternative)        | 1         |
| Stati Uniti (hard rock)          | 2         |
| Stati Uniti (mainstream rock)    | 1         |
| Stati Uniti (rock & alternative) | 18        |

## Riconoscimenti
- iHeartRadio Music Awards
  - 2024 – Brano rock dell'anno[37]

## Date di pubblicazione
| Paese                 | Data di pubblicazione | Formato                              | Note          |
| --------------------- | --------------------- | ------------------------------------ | ------------- |
| Mondo                 | 10 febbraio 2023      | Download digitale                    | [ 38 ]        |
| Mondo                 | 10 febbraio 2023      | Streaming                            | [ 39 ]        |
| Italia                | 10 febbraio 2023      | Airplay                              | [ 40 ]        |
| Stati Uniti d'America | 14 febbraio 2023      | Airplay                              | [ 41 ] [ 42 ] |
| Mondo                 | 21 aprile 2023        | Download digitale, streaming (remix) | [ 43 ]        |